# Naim Akhtar Khan
Pour les articles homonymes, voir Khan.
 (juin 2024).
La mise en forme du texte ne suit pas les recommandations de Wikipédia : il faut le « wikifier ».
Les points d'amélioration suivants sont les cas les plus fréquents :
- Les titres sont pré-formatés par le logiciel. Ils ne sont ni en capitales, ni en gras.
- Le texte ne doit pas être écrit en capitales (les noms de famille non plus), ni en gras, ni en italique, ni en « petit »…
- Le gras n'est utilisé que pour surligner le titre de l'article dans l'introduction, une seule fois.
- L'italique est rarement utilisé : mots en langue étrangère, titres d'œuvres, noms de bateaux, etc.
- Les citations ne sont pas en italique mais en corps de texte normal. Elles sont entourées par des guillemets français : « et ».
- Les listes à puces sont à éviter, des paragraphes rédigés étant largement préférés. Les tableaux sont à réserver à la présentation de données structurées (résultats, etc.).
- Les appels de note de bas de page (petits chiffres en exposant, introduits par l'outil «  Source ») sont à placer entre la fin de phrase et le point final[comme ça].
- Les liens internes (vers d'autres articles de Wikipédia) sont à choisir avec parcimonie. Créez des liens vers des articles approfondissant le sujet. Les termes génériques sans rapport avec le sujet sont à éviter, ainsi que les répétitions de liens vers un même terme.
- Les liens externes sont à placer uniquement dans une section « Liens externes », à la fin de l'article. Ces liens sont à choisir avec parcimonie suivant les règles définies. Si un lien sert de source à l'article, son insertion dans le texte est à faire par les notes de bas de page.
- La présentation des références doit suivre les conventions bibliographiques. Il est recommandé d'utiliser les modèles {{Ouvrage}}, {{Chapitre}}, {{Article}}, {{Lien web}} et/ou {{Bibliographie}}. Le mode d'édition visuel peut mettre en forme automatiquement les références.
- Insérer une infobox (cadre d'informations à droite) n'est pas obligatoire pour parachever la mise en page.

Pour une aide détaillée, merci de consulter Aide:Wikification.
Si vous pensez que ces points ont été résolus, vous pouvez retirer ce bandeau et améliorer la mise en forme d'un autre article.
Naim Akhtar Khan (né le 30 juin 1959 en Inde) est un physiologiste français et professeur à l'Université de Bourgogne, Dijon, France. Il dirige l'équipe de recherche Nutrition Physiologie & Toxicologie (NUTox),,,.

## Biographie
Naim Akhtar Khan a obtenu sa maîtrise en 1979 et a terminé son doctorat à l'âge de 24 ans. Il a effectué des recherches postdoctorales à l'AIIMS et à l'AMU en Inde. Après un bref séjour de recherche en 1987 à l'Institut Für Immunologie, Munich, Allemagne, il a déménagé au Mexique pour un stage postdoctoral en neuroimmunologie à l'Institut national de neurologie et de neurochirurgie. En 1988, il s'est installé à Rennes, en France, pour un deuxième doctorat en neuro-oncologie, se concentrant sur le transport transmembranaire des polyamines. Naim Akhtar Khan a obtenu son habilitation à diriger des recherches (HDR) en 1995 et est devenu professeur d'université à Dijon en 1997.

## Carrière
Naim Akhtar Khan a commencé sa carrière d'enseignant en 1993 en tant que maître de conférences à Limoges, en France, travaillant sur l'"immunologie fondamentale et comparée". En 2003, il a été nommé directeur du département de physiologie, d'immunologie et de neurosciences de l'Université de Bourgogne. Ses recherches ont conduit à la publication de résultats significatifs en 2014 sur la caractérisation des récepteurs du goût du gras, contribuant au développement de composés chimiques qui imitent le goût du gras, réduisant la prise alimentaire chez les sujets obèses. Ces composés ciblent les récepteurs CD36 et GPR120 sur la langue,.
En 2019, Naim Akhtar Khan a déposé deux brevets européens dans la catégorie Innovation,. En 2021, il a cofondé la société "EktaH",, qui se concentre sur le développement de nouvelles solutions thérapeutiques pour lutter contre l'obésité,. En 2022, il a rejoint le Comité de sensibilisation et d'engagement du Conseil scientifique international, et en 2023, il a été nommé Fellow de l'Académie de l'IUPS,.

## Recherche
L'équipe de recherche de Naim Khan, NUTox, a contribué à la compréhension des mécanismes physiologiques de la perception du goût du gras, notamment en relation avec l'obésité. La pierre angulaire de leurs recherches est le concept selon lequel, bien que des modifications du mode de vie telles qu'un régime hypocalorique ou une augmentation de l'activité physique soient des interventions traditionnelles contre l'obésité, elles échouent souvent à long terme en raison de la préférence génétique, culturelle ou socio-économique des humains pour les aliments gras, qui procurent un plaisir hédonique par leur goût.
Pour y remédier, l'équipe de Khan s'est concentrée sur l'étude des récepteurs du goût du gras, en particulier les récepteurs CD36 et GPR120 situés dans les papilles gustatives. Ils ont développé plusieurs analogues d'acides gras appelés "leurres lipidiques",,,. Ces composés imitent le goût des graisses de manière plus intense que les acides gras naturels alimentaires, se liant ainsi aux récepteurs du goût du gras de la langue et induisant une satiété précoce. Cette réaction conduit à une réduction de la consommation d'aliments riches en graisses et, par conséquent, du poids corporel chez les modèles obèses.
Dans une autre étude, ils ont démontré qu'un agoniste de GPR120, le TUG-891, peut activer l'axe langue-cerveau-intestin, responsable de la sécrétion de peptides anorexigènes, qui suppriment l'appétit. De plus, certains de leurs leurres lipidiques ont montré une forte activité anti-inflammatoire dans divers modèles in vitro et in vivo, ajoutant une autre couche de potentiel thérapeutique à leurs recherches.

## Prix et reconnaissance
- 2009 : Innolec en neurobiologie par l'Université Masaryk, République tchèque
- 2012 : Prix Robert Naqué de la Société de Physiologie, France[24]
- 2020 : Prix nutrition et alimentation de l'Académie nationale de médecine, France[25],[26]

## Mandats
- Professeur de physiologie à l'Université de Bourgogne
- Directeur de l'équipe NUTox[27]
- Membre fondateur de la Société africaine de physiologie et de physiopathologie[28]
- Cofondateur d'EktaH[29],[30]